# RNF135
RNF135‏ (Ring finger protein 135) هوَ بروتين يُشَفر بواسطة جين RNF135 في الإنسان.